# Leiodytes minutus
Leiodytes minutus är en skalbaggsart som först beskrevs av Vazirani 1969.  Leiodytes minutus ingår i släktet Leiodytes och familjen dykare. Inga underarter finns listade i Catalogue of Life.